# Cripper
Cripper es una banda de thrash metal proveniente de Hannover, Alemania. Fue fundada el año 2005 por los músicos Christian Bröhenhorst y Jonathan Stenger.

## Biografía
Para el año 2004, Christian Bröhenhorst y Jonathan Stenger tomaron la decisión de crear una banda cuando estudiaban en Hildesheim y con la llegada de la vocalista Britta Görtz el proyecto se pudo concretar, naciendo Cripper. Con la incorporación de Erik Hess y Dennis Weber, bajista y baterista respectivamente, la banda completó su formación. 
El año 2006, tras dos cambios de bajistas, la banda lanza su primer EP titulado Killer Escort Service y un año más tarde lanzan su primer álbum de estudio llamado Freak Inside producido por Andy Classen de Holy Moses. Alcanzaron reconocimiento a nivel nacional, tocando en vivo junto a Hatred y Spectre Dragon. Ya en 2008, el bajista de ese entonces, Sören Becker, es reemplazado por Bastian Helwig para dar inicio al tour "Lost World Order" junto a Hatred en Alemania. Con su segundo álbum de estudio Devil Reveals, Cripper logra presentarse en el reconocido festival de heavy metal Wacken Open Air el año 2009 y llegaron a ser teloneros de la banda Overkill en su tour "Killfest-Tour" por Europa. Dos años más tarde, Cripper recorre el Caribe en el festival de metal flotante 70000 Tons of Metal
La banda  decide separarse en a mitad del año 2018, tras 13 años de actividad.

## Discografía

### Álbumes de estudio
- Freak Inside (2007)
- Devil Reveals (2009)
- Antagonist (2012)
- Hyëna (2014)
- Follow Me: Kill! (2017)

### EP
- Killer Escort Service (2006)

## Miembros

### Miembros finales
- Britta Görtz – voces (2005–2018)
- Christian Bröhenhorst – guitarra (2005–2018)
- Jonathan Stenger – guitarra (2005–2018)
- Gerrit Mohrmann – bajo (2012–2018)
- Dennis Weber – batería (2005–2018)

### Miembros anteriores
- Erik Hess – bajo (2005)
- Thomas Maiwald  – bajo (2005–2006)
- Sören Becker – bajo (2006–2008)
- Bastian Helwig – bajo (2008–2012)